# Бажанове
Бажа́нове (також Бажаново)  — житловий масив у південно-східній частині Покровського району, виник у 1880-х роках як село.

## Загальні відомості

Бажаново на карті початку XX століття

Землі належали поміщиці Бажановій. З кінця XIX століття — початку XX століття жителі майже відійшли від землеробства й працювали на рудниках. Розвитку набув у 50-60-х рр. Складається з 47 вулиць, де мешкає 2550 осіб.

## Інфраструктура
- Церква адвентистів сьомого дня.
- Лікарня № 9.

## Кладовище
Бажанівське кладовище діяло в 1925—1932 (зберігся кам'яний хрест початку XIX століття) на території Покровського району. Площа 8,1 га. Поховань 7260. Братська могила учасників підпілля періоду німецько-радянської війни.